# Roberto Rubiano Vargas
Roberto Rubiano Vargas es un escritor colombiano nacido en Bogotá (1952). Es, además, fotógrafo, guionista y realizador. Ha publicado varios libros de cuento, novela y relatos para lector juvenil. Es considerado un autor de género negro (interpretado por él de una manera muy personal) y su obra narrativa se ha concentrado en la ciudad de Bogotá. Actualmente es profesor de la Maestría en Escrituras Creativas de la Universidad Nacional de Colombia y de la Especialización en Creación Narrativa de la Universidad Central (Colombia).

## Obra narrativa
- Un domingo antes del fin del mundo. Bogotá: Secretaría de Cultura, Recreación y Deporte, 2023.[1]
- Memorias de mi patria  (cuento)
- El castillo de los héroes durmientes (Novela para lector juvenil, Panamericana Editorial, Bogotá, 2010)
- Cincuenta agujeros negros (Cuentos breves, Panamericana Editorial, Bogotá, 2008)
- Necesitaba una historia de amor (Cuentos, Villegas Editores, Bogotá, 2006)
- En la ciudad de los monstruos perdidos (Novela para lector juvenil, Panamericana Editorial, Bogotá, 2002)
- El anarquista jubilado (Novela, Editorial Planeta, Bogotá, 2001)
- Una aventura en el papel (Novela para lector juvenil, Panamericana Editorial, Bogotá, 2000, Carlos Valencia Editores, 1988)
- Vamos a matar al dragoneante Peláez (Cuentos, Editorial PLaneta, Bogotá, 1999)
- El informe de Gálves y otros Thrillers (Cuentos, Tercer Mundo Editores, Bogotá, 1991)
- Gentecita del montón (Cuentos, Carlos Valencia Editores, Bogotá, 1981)

## Otros géneros
- Jack London, los caminos del agua (Biografía, Panamericana editorial, Bogotá, en proceso editorial)
- A la conquista de la historia - notas a un guion (Historia, libro sobre la conquista del Nuevo Reino en el siglo XVI, en proceso de publicación).
- Alquimia de escritor (Selección de textos, Icono Editorial (www.iconoeditorial.com), Bogotá, 2006, Campaña Nacional Eugenio Espejo por el Libro y la Lectura, Quito, Ecuador, 2006, Intermedio 1991)
- Robert Capa, imágenes de guerra (Biografía, Panamericana Editorial, Bogotá, 2005)
- Relato del peregrino (Poemas, San Librario, Bogotá, 2005)

## Fotografía
- La mirada y la memoria, fotografías periodísticas del Ecuador (Texto complementario, Editorial Trama. Quito, 2006)
- La nostalgia, materia de la fotografía (Separata Especial con ensayo y fotografías, Revista Cuadro a Cuadro, Asociación de Cineastas del Ecuador. Quito, 1991.
- Anuncios de hojalata (Investigación, texto y Fotografías, Publiagencia. Quito, 1985)
- Crónica de la fotografía en Colombia 1841-1948 (Coautor-prologuista, investigación histórica, Carlos Valencia Editores. Bogotá, 1983)
- Fotografía colombiana contemporánea (Coautor-prologuista, antología fotográfica, Carlos Valencia Editores. Bogotá, 1978)

## Otras publicaciones
- Radiografía del divino niño y otras crónicas de Bogotá (Selección y presentación, Libro al viento, IDCT Bogotá 2006)
- La casa de Mapuhi y otros cuentos de Jack London (Selección y traducción, Libro al viento, IDCT Bogotá 2006)
- Un beso frío y otros cuentos bogotanos (Selección y presentación, Libro al Viento, IDCT Bogotá 2005)
- Paseos por Bogotá (Editor fotográfico y coautor de los textos, Planeta. Bogotá, 2005)

## Algunas antologías donde está incluido
• Conjuro capital, Común Presencia Editorial. Bogotá, 2009. • Segunda antología del cuento corto colombiano (Guillermo Bustamante y Harold Kremer, editores), Universidad Pedagógica. Bogotá, 2008 • Cincuenta escritores colombianos (21 Feria Internacional del libro de Guadalajara), Mincultura-Minrelaciones. México, 2007 • Colombia escribe en español, Academia de la lengua y Alfaguara. Bogotá, 2007 • Bogotá imaginada, Mondadori. Bogotá, 2007 • Maestros del género (Conferencias sobre literatura), Biblioteca Departamental de Cali, 2007 • Todos los cuentos el cuento (Conferencias sobre el arte del cuento, antología de Octavio Escobar), Comfama. Medellín, 2007  • Narradores colombianos (edición en alemán, antología de Peter Shultze-Kraft), Edition 8. Friburgo, 2003 • Cuentos sin cuenta (Antología de Fabio Martínez), Universidad del Valle. Cali, 2003 • Cuentos cortos, Intermedio Editores. Bogotá, 2002 • Relatos de fin de siglo, Seix Barral. Bogotá, 1999. • Cuentistas bogotanos, Panamericana editorial. Bogotá, 1999. • Veinte ante el milenio, UNAM-México, 1994/Biblioteca Familiar Presidencia de la República. Bogotá, 1996.

## Premios
Su cuento Für Elise, obtuvo el primer premio de cuento corto otorgado por el diario El Tiempo, entre más de 8.000 cuentos participantes, en 2001. Su libro El Informe de Galves obtuvo el Primer Premio en el II Concurso Nacional para libro de cuentos "Ciudad de Bogotá". 1992. • Gentecita del Montón obtuvo el Premio Nacional para libro de cuentos Fundación Guberek y Carlos Valencia Editores, Bogotá 1981. • Vamos a matar al dragoneante Peláez Fue finalista en el Premio Nacional de Cultura para libro de cuentos, Colcultura 1996.• Una Aventura en el Papel obtuvo recomendación por parte de la Asociación para el Libro Infantil y Juvenil de Colombia, en 1990 • Su cuento Orden Público obtuvo el Primer Premio en el II Concurso nacional de Cuento Diario del Caribe, Barranquilla, 1975. • Su cuento Los Papeles de Juan de la Cuesta obtuvo el Primer Premio en el I Concurso Nacional de Cuento Gobernación de Caldas (Manizales, Colombia) 1991.